# Правни факултет Универзитета у Сарајеву
Правни факултет у Сарајеву је један од факултета Универзитета у Сарајеву. Факултет је најстарији факултет правних наука у Босни и Херцеговини. Основан је одлуком Народне Скупштине НР БиХ 1946. године.

## Историја
Формиран је 1946. године из језгра које је чинио Правни факултет у Београду. Из истог језгра настали су факултети у Србији као и у Подгорици и у Скопљу. Део студената је наставило своје академско усавршавање управо у Београду. За првог декана именован је Александар Соловјев.
На првој академској години 1946/47. уписано је 334 студената. Број студената је растао током година, да би академске 1963/64. било уписано преко 1.000 будућих академика.
По подацима из 2003, од постојања факултета уписано је око 57.000 студената.

## Катедре
- Катедра за државно и међународно јавно право
- Катедра правно-економских наука
- Катедра грађанског права
- Катедра кривичног права
- Катедра за правну историју и компаративно право

## Познати студенти факултета
- Шефик Џаферовић, члан Предсједништва Босне и Херцеговине
- Војислав Шешељ, завршио факултет за за две године и осам месеци 1976, магистрирао 1977, докторирао у Београду 1979. и најмлађи доктор правних наука у тадашњој СФРЈ
- Жељко Комшић члан Предсједништва Босне и Херцеговине
- Алија Изетбеговић бивши члан Предсједништва Босне и Херцеговине
- Семиха Боровац, министарка за људска права и избјеглице у Вијећу министара БиХ од 2015. године.